# Гомеомерия
Гомеомерия (др.-греч. ομοιομερία, homoioméreia от ὅμοιος, «подобный, схожий, равный» +  μερίς, «часть, доля») — термин, введённый Аристотелем для обозначения понятия элементарного начала, мельчайшего элемента всякого качества (семени) в философии Анаксагора. Последний считал, что каждому телу соответствуют определённые семена, и их видов такое же безграничное множество, как и различных по качеству тел. По некоторым реконструкциям, это означает, что материя мыслилась в гомеомериях вечной и неразрушимой при всех изменениях и разрушениях отдельных вещей. Сам термин «гомеомерия» в дошедших до нас текстах Анаксагора не встречается (он говорит о «семенах» или «видах») и, вероятно, возник позднее. Представление о гомеомерии связано с идеей «всё во всём».